# Рукавицын, Владимир Павлович
Влади́мир Па́влович Рукави́цын (1918—1989) — советский лётчик минно-торпедной авиации в годы Великой Отечественной войны, Герой Советского Союза (16.05.1944). Полковник (30.04.1957).

## Биография
Родился 21 октября 1918 года в селе Гнездилово (ныне — Фатежский район Курской области). Окончил семь классов школы в 1933 году, а затем в 1937 году — Курский педагогический техникум. Работал учителем. 
В октябре 1937 года был призван на службу в Рабоче-крестьянский Красный Флот. В 1940 году окончил Военно-морское авиационное училище имени И. В. Сталина в городе Ейске. Направлен для прохождения службы в ВВС Черноморского флота, где в ноябре 1940 года стал пилотом 2-го минно-торпедного авиационного полка. В июне 1941 года переведён пилотом в 40-й бомбардировочный авиационный полк 63-й бомбардировочной авиабригады ВВС флота (аэродром Сарабуз).
Участник Великой Отечественной войны с июня 1941 года. Участник серии налётов на порты и военные объекты на территории Румынии в первые дни войны, обороны Одессы, обороны Севастополя. Летал на самолетах СБ и Пе-2.
В марте 1943 года переведён с повышением на должность командира звена в 36-й минно-торпедный авиационный полк ВВС флота. На фронте освоил самолёт А-20 «Бостон». В 1943 году вступил в ВКП(б).
К октябрю 1943 года командир авиационного звена 36-го минно-торпедного авиаполка 1-й минно-торпедной авиадивизии ВВС Черноморского флота капитан Владимир Рукавицын совершил 110 боевых вылетов (в том числе 45 в ночное время), лично и в группе потопил 4 транспорта, уничтожил батарею дальнобойной артиллерии и торпедные мастерские противника, принимал участие в 5 воздушных боях, дважды благополучно приводил свой повреждённый немецкими истребителями самолёт на свой аэродром. Участник налёта на Констанцу 30 сентября 1943 года, откуда вернулись только 3 экипажа из семи.
Указом Президиума Верховного Совета СССР от 16 мая 1944 года за «образцовое выполнение боевых заданий командования на фронте борьбы с немецкими захватчиками и освобождение Крымского полуострова и гор. Севастополя и проявленные при этом отвагу и геройство» капитан Владимир Рукавицын был удостоен звания Героя Советского Союза с вручением ордена Ленина и медали «Золотая Звезда» за номером 4028.
После завершения освобождения Крыма в июня 1944 года 36-й мтап был передан в ВВС Северного флота и сражался на Баренцевом море в составе 5-й минно-торпедной авиадивизии. В августе 1944 года Рукавицын был повышен в должности до заместителя командира эскадрильи.
Всего за годы войны совершил 153 боевых вылета (к 16.04.1945), в том числе 6 с выполнением торпедирования. На Северном флоте Герой ещё более увеличил свой боевой счёт: лично потопил подводную лодку и в составе группы 2 транспорта, повредил 1 транспорт и 2 миноносца. 
В августе 1945 года весь 36 мтап переброшен в состав ВВС Тихоокеанского флота, прибыл на Дальний Восток уже в ходе скоротечной советско-японской войны. До окончания боевых действий против Японии Владимир Рукавицын успел совершить 1 боевой вылет.
После её окончания продолжил службу в ВМФ СССР в том же полку на Тихом океане, стал командиром эскадрильи. В 1949 году окончил Высшие офицерские лётно-тактические курсы авиации ВМС СССР (Рига). С ноября 1949 года командовал эскадрильей 49-го минно-торпедного авиаполка ВВС 5-го ВМФ. С мая 1950 по декабрь 1953 года служил старшим офицером и старшим инспектором-лётчиком в штабе Авиации ВМФ. В 1956 году окончил командный факультет Военно-морской академии имени К. Е. Ворошилова. С октября 1956 года — старший офицер-лётчик отдела боевой подготовки штаба ВВС Черноморского флота. С марта 1957 года командовал 967-м отдельным разведывательным авиаполком ВВС Северного флота (Североморск), с сентября 1959 года служил заместителем начальника оперативного отдела в 33-м Учебном центре авиации ВМФ СССР. В декабре 1960 года полковник В. П. Рукавицын уволен в запас по болезни. 
Проживал в Москве. Умер 19 сентября 1989 года, похоронен на Троекуровском кладбище Москвы.

## Награды
- Медаль «Золотая Звезда» Героя Советского Союза (16.05.1944)
- Орден Ленина (16.05.1944)
- Четыре ордена Красного Знамени (6.03.1943, 7.11.1943, 18.10.1944, 22.05.1945)
- Орден Отечественной войны 1-й степени (11.03.1985)
- Орден Красной Звезды (26.02.1953)
- Медаль «За боевые заслуги» (24.06.1948)
- Медаль «За оборону Одессы» (вручена в 1943)
- Медаль «За оборону Севастополя» (вручена в 1943)
- Медаль «За оборону Кавказа» (вручена в 1944)
- Медаль «За оборону Советского Заполярья» (вручена в 1945)
- Ряд других медалей

## Память
- Именем В. П. Рукавицына названа Шуклинская средняя школа в деревне Поздняково Фатежского района Курской области[7].
- Имя Героя увековечено на мемориале лётчикам-черноморцам в Севастополе.
- Имя В. Рукавицына указано в числе выпускников — героев войны на мемориальной доске, установленной на здании Курского педагогического колледжа[3].